# Andraegoidus
Andraegoidus is een kevergeslacht uit de familie van de boktorren (Cerambycidae). De wetenschappelijke naam van het geslacht werd voor het eerst geldig gepubliceerd in 1920 door Aurivillius.

## Soorten
Andraegoidus omvat de volgende soorten:
- Andraegoidus cruentatus (Dupont, 1838)
- Andraegoidus distinguendus Hüdepohl, 1985
- Andraegoidus fabricii (Dupont, 1838)
- Andraegoidus homoplatus (Dupont, 1838)
- Andraegoidus lacordairei (Dupont, 1838)
- Andraegoidus laticollis Tippmann, 1953
- Andraegoidus richteri (Bruch, 1908)
- Andraegoidus rufipes (Fabricius, 1787)
- Andraegoidus translucidus Botero & Monné M. L., 2011
- Andraegoidus variegatus (Perty, 1832)